# 파리 선언

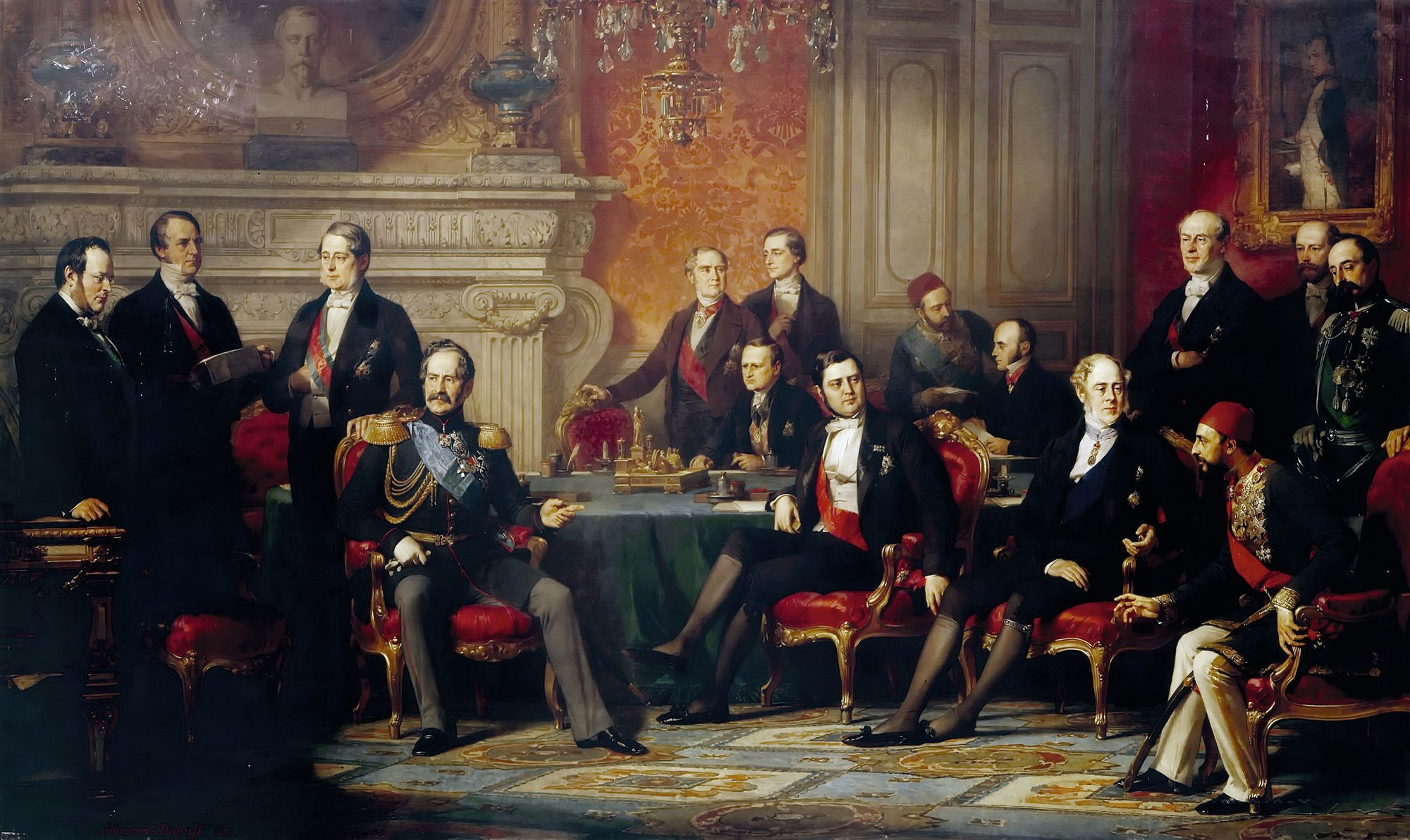
강화 회의에 참석하고 있는 각국의 협상 대표들(에두아르 뒤뷔페 작, 베르사유궁에 소장)

파리 선언(Declaration of Paris) 또는 1856년 4월 16일 해양법에 관한 파리 선언(Paris Declaration Respecting Maritime Law)은 1856년 3월 파리 평화 조약이 체결된 후 파리 회의에 모인 크림 전쟁의 전쟁 당사자들이 합의한 국제 다자간 조약이다. 국제법은 처음으로 조약 체결에 참여하지 않고 서명하지 않은 국가들이 나중에 선언에 동의함으로써 당사국이 될 수 있는 가능성을 창출했다. 55개 국가도 모두 그렇게 했다. 그렇지 않았다면 그렇게 짧은 기간에는 불가능했을 것이다. 이는 국제법의 세계화에 큰 진전을 이루었다.
프랑스와 영국의 주요 목표는 교전 당사자가 나포 서한을 통해 개인 소유 선박에 적 선박을 포획할 수 있는 공식 허가를 부여하는 해전의 일부인 사략선을 폐지하는 것이었다. 상업을 방해함으로써 사략선은 무역에 의존하는 적에 대해 효과적일 수 있으며 상선을 보호하기 위해 전함을 배치하도록 강요할 수 있다. 이러한 방식으로 해양 국가는 상업을 파괴함으로써 육지에 기반을 둔 더 큰 강대국과 전쟁을 벌일 수 있었다. 파리 선언은 공해에서의 중립 및 호전적인 해운과 관련된 국제 정책을 확립했으며, 일반적으로 바다에서 전쟁이나 전투 중이나 전투 후에 교전 당사자가 탈취한 적 재산인 노획물에 대한 새로운 규칙을 도입했다. 전권 대표들은 세 가지 주요 사항에 동의했다. 거저 얻은 선박은 거저 얻는 상품을 제공하고, 효과적인 봉쇄는 불가능하며, 사적 행위는 금지된다. 프랑스는 적 선박의 중립 물품을 탈취하는 관행을 포기하는 대가로 영국이 적의 해안 및 식민지 무역에 대한 중립적 인수를 금지하는 1756년 규칙을 포기할 것을 주장했다.

## 추가 문헌
- Sir Thomas Barclay, Problems of International Practice and Diplomacy (London, 1907), chap. xv. 2  online
- T. Gibson Bowles, The Declaration of Paris of 1856: being an account of the maritime rights of Great Britain; a consideration of their importance; a history of their surrender by the signature of the Declaration of Paris (London, 1900) online